# Timbaúba
Timbaúba is een gemeente in de Braziliaanse deelstaat Pernambuco. De gemeente telt 51.770 inwoners (schatting 2009).